# 王介安
王介安（英語：Andy Wang，1965年8月28日—），台灣媒體人、行銷人、口語培訓教師，廣播節目主持人。五次廣播金鐘獎入圍，並獲得「最佳流行音樂節目主持人獎」的肯定。2015年金鐘獎50週年，於中華民國文化部主辦〈金鐘50。響〉特別展中名列「廣播名人牆」。
製作主持的音樂娛樂節目曾在台灣中廣流行網、台灣POP Radio、美國洛城之音、新加坡Radio 1003、香港商業電台、廣東人民廣播電台音樂之聲等台播出。現在仍是加拿大中文電台FM96.1及IC之音(竹科廣播)製作人暨主持人。
擔任許多大型企業經理人，除了文化創意產業相關工作，還從事口語溝通的教育訓練工作，於學學文創、中國廣播公司、中國文化大學推廣教育部及各大企業開課，曾接受〈商業周刊〉專訪，被稱為「溝通教主」，目前也是銘傳大學傳播學院助理教授。

## 學歷
- 台灣彰化高中
- 台灣世界新專三專部印刷攝影科（現為世新大學圖文傳播暨數位出版學系）
- 台灣銘傳大學傳播管理研究所EMBA碩士

## 经历
1989年王介安進入廣播界工作，從製作助理做起，之後製作主持中廣流行網「星河夜語」、「星河之旅」節目。2001年，王介安獲得廣播金鐘獎最佳流行音樂節目主持人獎，同時主持中廣流行網「午餐的約會」節目。2009年主持POP Radio「B面最精選」節目 ，也讓他第五度獲得廣播金鐘獎入圍的肯定。
從廣播主持橫跨至電視主持、活動主持，主持公營、企業、組織、娛樂圈之晚會、記者會、頒獎典禮等超過1000場。也是位樂評人。曾於2010年代表台灣至法國參加坎城國際唱片展（MIDEM國際唱片展），擔任隨團樂評。

### 音樂工作
王介安於2002年受新加坡海蝶音樂邀約發行唱片專輯《最熟悉的陌生人》，替傳播工作生涯開創新局。江美琪、蕭亞軒、梁靜茹、鄭秀文及S.H.E.都以錄音的方式推薦王介安的專輯，游鴻明更於王介安新專輯彈唱會親自蒞臨並獻上一大束鮮花祝福 ，2004年王介安與好友張博威一起開始於全台灣「走唱」，開創街頭表演的新風貌 ；更與許多街頭藝人好友一起發起台灣街頭藝人發展協會，為推動台灣街頭展演藝術發聲。
曾十一度擔任金曲獎評審。於2010年規劃金曲獎系列論壇，擔任論壇主持人及策劃顧問。曾四度擔任廣播金鐘獎評審、兩度擔任廣播金鐘獎頒獎人。並於2023年金曲獎頒獎典禮擔任特別貢獻獎獻獎人，獻獎給已故知名作詞人林秋離。

### 行銷工作
多年從事市場行銷及媒體製作，統籌過台灣麥當勞、媚登峰、巨匠電腦、東元電機、中美兄弟製藥、聖藍科技、亞洲漿紙等企業營銷專案。他提出「行銷，即是生活」，更勉勵年輕人懂得行銷自己，為夢想前進。

### 多元發展
王介安進入傳播圈，除主持廣播節目，在1994年台灣有線電視發展時期，跨足了電視節目製作主持，累積了廣電製作實力。他也於各大報章媒體發表音樂評論與電影論述，出版過14本文字創作，2004年至日本北海道自助旅行，亦撰寫了一本深度的北海道遊記。同年，因為電台商業贊助的考量，製作主持多年中廣流行網「星河夜語」暫時劃下休止符。王介安受前新浪董事長姜豐年之邀赴大陸發展近四年，於北京、上海、廣東、長沙等地經營廣告、音樂及傳媒事業。
回台灣後，王介安針對數位影音範疇不斷投入心力。聖藍科技網羅王介安加入，負責行銷網路廣播電視軟體，締造了優異的銷售成績，另於2010年打造一個華語聲音節目的下載平台Timova；2011年更結合創業伙伴推出數位聲音節目的雲端App應用「移動書房(Mobile Study)」。

### 教育培訓
王介安將多年在傳媒工作與市場行銷的經歷發展成培訓課程〈GAS口語魅力培訓〉，鑽研說話的「目標」、「態度」與「技巧」，把口語表達的最高境界定義為「魅力」。陸續接受台灣許多媒體針對課程內容專訪，也將GAS培訓登記註冊，課程內容申請專利。商業周刊於專訪中封他為「溝通教主」。除了在各大企業與組織進行教育訓練，也在台灣銘傳大學廣電系及新傳系任教十餘年。

## 廣播主持
- 台灣 飛碟聯播網「大師談溝通」
- 台灣 中廣流行網「星河夜語」（獲得廣播金鐘獎）
- 台灣 中廣流行網「星河之旅」（入圍廣播金鐘獎）
- 台灣 中廣流行網「美的世界」
- 台灣 中廣流行網「午餐的約會」
- 台灣 中廣流行網「耳朵去旅行」
- 台灣 中央廣播電台「音樂沙拉吧」
- POP Radio「B面最精選」（入圍第47屆廣播金鐘獎）
- 廣東音樂之聲「娛樂酷辣辣」（與廣東台主持人張宇航聯合主持）
- 香港商業電台「娛樂酷辣辣」（與香港商台主持人查小欣聯合主持）
- 新加坡Radio 1003「夜描夜黑」（與新加坡主持人楊君偉聯合主持）
- 美國洛城之音「星河夜語」
- 加拿大中文電台「星河夜語」

## 電視工作
- MIT台灣誌（中視）旁白配音
- 台灣山女孩（中視）旁白配音
- 吃在台灣（太陽衛視）主持
- 黑色狂想曲（台視）主持
- 電影看板（華人衛視）主持
- 台灣傳真（鳳凰衛視）主持
- 公視人生劇展－看見0.04的幸福（公視）製作（入圍電視金鐘獎）
- 我的這一班（公視）顧問

## 音樂專輯
| 發行順序 | 資料                                                                  | 曲目 |
| -------- | --------------------------------------------------------------------- | --- |
| 1        | 《最熟悉的陌生人》 - 發行日期：2002年3月10日發行 - 製作公司：海蝶音樂 | 曲目 1. 有我 2. 音樂的感動 （獨白） 3. Today 4. Longer 5. 盡力的演出 （獨白） 6. 最熟悉的陌生人 7. Puff 8. 生活的氣味 （獨白） 9. Where Have All The Flowers Gone 10. I Started A Joke 11. 因為有你 12. 最熟悉的陌生人(卡拉Ok版) 13. 因為有你(卡拉Ok版) 14. 最熟悉的陌生人MV 15. 有我MV |

- 2011年王介安參與小百合（周月綺）專輯〈百合盛開〉之製作工作，擔任配唱製作及企畫統籌。

## 舞台演出
- 台北市立交響樂團《波西米亞人》（任台北市立交響樂團附設歌劇合唱團男高音）
- 綠光劇團《人間條件》（客串演出，導演為吳念真）
- 相聲瓦舍《夜遊神》（主要演員，導演為馮翊綱）
- 中華音樂人交流協會《民歌三十演唱會》（與黃韻玲、謝宇威、李昀陵、蕭煌奇等人共組「FRIENDS合唱團」演出）

## 文字著作
- 星河夜語（希代書版）
- 星河夜語2（希代書版）
- 最難忘的一個晚上（希代書版）
- 每當深夜 就會想起你（希代書版）
- 因為夜晚 思念特別多（皇冠文化）
- 我的魔力情人（皇冠文化）
- 以聲相許（希代書版）
- 如何做個一流DJ（希代書版）
- 電影音樂發燒書（皇冠文化）
- 有氧 真好（橘子出版）
- 雪白的流浪（東觀出版社）
- 王介安的心情日記簿（奧林出版社）
- 王介安GAS口語魅力課: 60秒套出好交情（尖端出版）
- 王介安GAS口語魅力課2: 話說不好 忙到死也不討好（尖端出版）
- 和任何主管都和得來（商業周刊）
- 王介安GAS口語魅力課3: 聽懂了 桃花自然來（尖端出版）
- 王介安GAS口語魅力課4: 聽懂了 升官又發財（尖端出版）
- 不見面的說話練習（大田出版）

## 雜誌樂評
- 〈音樂與音響〉樂評專欄
- 〈非古典〉樂評專欄
- 〈音響論壇〉樂評專欄
- 〈派司（PASS）〉樂評專欄
- 〈影響〉電影音樂專欄
- 〈LOOK‧看電影〉電影音樂專欄

## 獲獎榮譽

### 廣播金鐘獎
| 年份   | 頒獎典禮     | 獎項                     | 入圍者   | 結果 |
| ------ | ------------ | ------------------------ | -------- | ---- |
| 1996年 | 第31屆金鐘獎 | 外製作節目獎             | 星河夜語 | 提名 |
| 1998年 | 第33屆金鐘獎 | 外製作節目獎             | 星河夜語 | 提名 |
| 2001年 | 第36屆金鐘獎 | 最佳流行音樂節目獎       | 星河夜語 | 提名 |
| 2001年 | 第36屆金鐘獎 | 最佳流行音樂節目主持人獎 | 王介安   | 獲獎 |
| 2009年 | 第44屆金鐘獎 | 最佳流行音樂節目主持人獎 | 王介安   | 提名 |

### 電視金鐘獎
| 年份   | 頒獎典禮     | 獎項                       | 入圍者 | 結果 |
| ------ | ------------ | -------------------------- | ------ | ---- |
| 2011年 | 第46屆金鐘獎 | 迷你劇集／電視電影男配角獎 | 李啟銘 | 提名 |

- 該節目由王介安製作。

### 媒體票選獎
| 年份   | 媒體名稱 | 獎項                       | 入圍者   | 結果 |
| ------ | -------- | -------------------------- | -------- | ---- |
| 1995年 | 銘報     | 大專學生最常收聽的廣播節目 | 星河夜語 | 獲獎 |
| 1996年 | 民生報   | 十大最受歡迎的金鐘主持人   | 王介安   | 獲獎 |
| 1997年 | 中廣     | 節目日新獎                 | 星河之旅 | 提名 |
| 1997年 | 中廣     | 節目日新獎                 | 星河夜語 | 獲獎 |
| 1997年 | 大成報   | 全國十大電台情人           | 王介安   | 獲獎 |
| 1997年 | 大成報   | 全國十大熱門廣播節目       | 星河夜語 | 獲獎 |
| 1997年 | 大成報   | 全國十大熱門廣播節目       | 星河之旅 | 獲獎 |
| 1998年 | 中國時報 | 全國十大電台情人           | 王介安   | 獲獎 |
| 1998年 | 中國時報 | 全國十大熱門廣播節目       | 星河夜語 | 獲獎 |
| 2000年 | 星報     | 廣播情人第一名             | 王介安   | 獲獎 |

### 特別榮譽
| 年份   | 活動名稱     | 主辦單位 | 姓名   | 結果           |
| ------ | ------------ | -------- | ------ | -------------- |
| 2015年 | 金鐘獎50週年 | 文化部   | 王介安 | 名列廣播名人牆 |

## 外部連結
- 王介安部落格 （页面存档备份，存于）
- 王介安經紀公司（樂麥奇想傳播事業有限公司） （页面存档备份，存于）
- 王介安GAS口語魅力培訓課程 （页面存档备份，存于）
- Timova聲音平台
- 王介安facebook